# Obereopsis parteflavicornis
Obereopsis parteflavicornis är en skalbaggsart som beskrevs av Stefan von Breuning 1950. Obereopsis parteflavicornis ingår i släktet Obereopsis och familjen långhorningar. Inga underarter finns listade i Catalogue of Life.